# Ochotskij rajon
L'Ochotskij rajon, in russo Охотский район?, è un municipal'nyj rajon del Kraj di Chabarovsk, nell'Estremo oriente russo. Istituito nel 1926, occupa una superficie di circa 160.000 chilometri quadrati, ha come capoluogo Ochotsk e nel 2020 ospitava una popolazione di 6.121 abitanti.